# محوطه شماره ۳ بمپور
محوطه شماره ۳ بمپور مربوط به دوره اشکانیان - دوره ساسانیان است و در شهرستان ایرانشهر، بخش بمپور، دهستان قاسم‌آباد، ۱۵ کیلومتری جنوب غربی بمپور، روستای سیدآباد واقع شده و این اثر در تاریخ ۱۴ اسفند ۱۳۸۵ با شمارهٔ ثبت ۱۷۸۸۰ به‌عنوان یکی از آثار ملی ایران به ثبت رسیده است.